# Bokungu (territoire)
Le territoire de Bokungu est une entité déconcentrée de la province de Tshuapa en république démocratique du Congo.

## Géographie
Il s'étend au centre de la province à l'est du chef-lieu provincial Boende.

## Commune
Le territoire compte une commune rurale de moins de 80 000 électeurs.
- Bokungu, (7 conseillers municipaux)

## Secteurs
Le territoire de Bokungu est divisé en 4 secteurs et 1 chefferie : 
- Secteur de Lolaka : 6 groupements de 66 villages
- Secteur de Loombo : 6 groupements de 70 villages
- Secteur de Luando : 3 groupements de 51 villages
  - groupement de Lofoma,12 villages dont: bompongo, Nongombelo, ville de bosoliongo, Esanga, Bolongo, Basekimela, Basekampembe, Elinga, N’Songo I , N’Songo II, mission catholique Yemo ( centre urbain et éducationnel), Lisakamongo et Ilombe.
  - groupement de Biambe, 14 villages
  - groupement de Nkombe (le plus vaste)
- Secteur de Luay : 6 groupements de 132 villages
- Chefferie de Nkole : 4 groupements de 42 villages

## Démographie
| 1994    | 2004    |
| ------- | ------- |
| 170 442 | 167 963 |